# Дедушка поневоле
«Де́душка понево́ле», или просто «Дедушка» (англ. Grandfathered) — американский комедийный телесериал, созданный Дэниелом Чуном. Шоу было заказано телеканалом 8 мая 2015 года, а его премьера состоялась 29 сентября 2015 года на Fox. 15 октября 2015 года Fox заказал дополнительные шесть эпизодов первого сезона, а 28 октября того же года шоу было продлено на полный сезон из 22-х эпизодов. 12 мая 2016 года сериал был закрыт после одного сезона.

## Синопсис
Сериал «Дедушка поневоле» рассказывает о жизни холостяка и владельца ресторана, который обнаруживает, что у него есть сын, а также внучка от предыдущих отношений двадцатипятилетней давности.

## В ролях

### Основной состав
- Джон Стэймос — Джеймс Мартино (Джимми). Пятидесятилетний холостяк и владелец успешного ресторана, который неожиданно узнаёт, что у него есть не только взрослый сын, но и маленькая внучка.
- Пэйджет Брюстер — Сара Кингсли. Мать Джеральда и бывшая девушка Джимми.
- Джош Пек — Джеральд Е. Кингсли. Сын Джимми и Сары, у которого есть маленькая дочь.
- Кристина Милиан — Ванесса. Лучшая подруга Джеральда и мать его ребёнка.
- Рави Патель — Рави Гупта. Шеф в ресторане Джимми.
- Келли Дженретт — Анналис Уилкинсон. Ассистентка Джимми и его правая рука. Открытая лесбиянка.

### Второстепенный состав
- Лайла и Эмилия Голфиери — Эди. Дочь Джеральда и Ванессы и внучки Джимми и Сары.
- Эбби Уокер — Синди. Странная бисексуальная работница ресторана Джимми.
- Эй Джей Ривера — Виктор. Шеф, который работает на Рави в ресторане Джимми.
- Энди Дейли — Брюс. Парень Сары, с которым она то сходится, то расходится. Он был единственным отцом, которого знал Джеральд в детстве.

## Отзывы критиков
«Дедушка поневоле» получил в целом положительные отзывы от критиков. На Metacritic держит 62 балла из ста на основе 22-х «в целом благоприятных» рецензий. На Rotten Tomatoes сериал имеет 68 % «свежести», что основано на 44-х отзывах критиков со средним рейтингом 6,1/10. Критический консенсус сайта гласит: «Джон Стэймос такой же симпатичный и обаятельный, как и раньше, однако шутки „Дедушки поневоле“ вялые и сентиментальные».